# Nacoleia
Nacoleia is een geslacht van vlinders uit de familie van de grasmotten (Crambidae), uit de onderfamilie van de Spilomelinae. De wetenschappelijke naam van dit geslacht is voor het eerst voorgesteld door Francis Walker in een publicatie uit 1859.

## Soorten
- Nacoleia acyperalis Hampson, 1912
- Nacoleia affinis Rothschild, 1915
- Nacoleia albicilialis Hampson, 1903
- Nacoleia albiflavalis Hampson, 1903
- Nacoleia alincia Turner, 1908
- Nacoleia allocosma (Meyrick, 1886)
- Nacoleia amphicedalis (Walker, 1859)
- Nacoleia argyropalis Hampson, 1908
- Nacoleia asaphialis Hampson, 1912
- Nacoleia assimilis Rothschild, 1915
- Nacoleia attenualis Hampson, 1912
- Nacoleia aurantiimaculalis Rothschild, 1915
- Nacoleia aurealis Gaede, 1916
- Nacoleia auronitens Gaede, 1916
- Nacoleia aurotinctalis Hampson, 1899
- Nacoleia chagosalis Fletcher, 1910
- Nacoleia charesalis (Walker, 1859)
- Nacoleia chromalis Hampson, 1912
- Nacoleia cinisalis Caradja, 1937
- Nacoleia commixta (Butler, 1879)
- Nacoleia conisota Hampson, 1912
- Nacoleia dactyloptila (Meyrick, 1886)
- Nacoleia defloralis (Snellen, 1880)
- Nacoleia disemalis Hampson, 1912
- Nacoleia distinctalis Rothschild, 1915
- Nacoleia distinctifascia Rothschild, 1915
- Nacoleia dizona Hampson, 1912
- Nacoleia doliograpta Meyrick, 1933
- Nacoleia euryphaealis Hampson, 1912
- Nacoleia eximialis (Warren, 1896)
- Nacoleia fuscalis Rothschild, 1915
- Nacoleia fuscicilialis Hampson, 1908
- Nacoleia fuscifusalis Hampson, 1912
- Nacoleia glageropa Turner, 1908
- Nacoleia gressitti Inoue, 1996
- Nacoleia immundalis South, 1901
- Nacoleia inouei Yamanaka, 1980
- Nacoleia insolitalis (Walker, 1862)
- Nacoleia junctithyralis Hampson, 1899
- Nacoleia leucographalis Hampson, 1912
- Nacoleia leucosemalis Hampson, 1912
- Nacoleia lophotalis Hampson, 1912
- Nacoleia lunidiscalis Hampson, 1899
- Nacoleia maculalis South, 1901
- Nacoleia megaspilalis Hampson, 1912
- Nacoleia melaprocta Hampson, 1912
- Nacoleia mesochlora (Meyrick, 1884)
- Nacoleia moninalis (Walker, 1859)
- Nacoleia obliqualis Hampson, 1899
- Nacoleia ochrizonalis Hampson, 1912
- Nacoleia octasema (Meyrick, 1886)
- Nacoleia oncophragma Turner, 1908
- Nacoleia pachytornalis Hampson, 1912
- Nacoleia parapsephis (Meyrick, 1887)
- Nacoleia perdentalis Hampson, 1899
- Nacoleia perstygialis Hampson, 1912
- Nacoleia pervulgalis Hampson, 1912
- Nacoleia phaeopasta Hampson, 1912
- Nacoleia progonialis Hampson, 1899
- Nacoleia puncticostalis Hampson, 1899
- Nacoleia rectistrialis Hampson, 1912
- Nacoleia rhoeoalis (Walker, 1859)
- Nacoleia rubralis Hampson, 1899
- Nacoleia rufiterminalis Hampson, 1899
- Nacoleia satsumalis South, 1901
- Nacoleia selenalis Hampson, 1912
- Nacoleia sibirialis (Millière, 1879)
- Nacoleia sordidalis Rothschild, 1915
- Nacoleia sorosi Kirpichnikova, 1999
- Nacoleia subalbalis Hampson, 1912
- Nacoleia syngenica Turner, 1913
- Nacoleia tampiusalis (Walker, 1859)
- Nacoleia trichogyialis Hampson, 1912
- Nacoleia tricrossa (Meyrick, 1886)
- Nacoleia tumidicostalis Hampson, 1908
- Nacoleia ustalis (Hampson, 1891)
- Nacoleia ustulalis Hampson, 1903
- Nacoleia vittifera Hampson, 1899
- Nacoleia wollastoni Rothschild, 1915
- Nacoleia xanthota Hampson, 1912